# سانجاكتيبي
سانجاكتيبي (بالتركية: Sancaktepe)‏ هي مديرية، في تركيا، تقع في إسطنبول، بلغ عدد سكانها 414,143 نسمة وذلك حسب إحصائيات سنة 2018.